# Joel Rinne
Toivo Joel Rinne, född Gröndal 6 juni 1897 i Asikkala, död 3 december 1981 i Helsingfors, var en finländsk skådespelare. Han var bror till Jalmari Rinne och Einari Rinne.
Karriären som skådespelare inleddes 1918 och 1928 anslöt han sig till Finlands nationalteater, varifrån han pensionerades 1972. 1921 filmdebuterade han i Se parhaiten nauraa, joka viimeksi nauraa. Han belönades med Jussistatyetten två gånger; 1944 för bästa manliga huvudroll i Kirkastettu sydän och 1963 för bästa manliga huvudroll som kommissarie Palmu i Stjärnorna, kommissarie Palmu, stjärnorna.... 1953 tilldelades han dessutom Pro Finlandia-medaljen.
Åren 1923–1932 (alternativt 1931) var Rinne gift med skådespelaren Rosi Rinne, född Rosa Helminen. Han andra maka var Saga Rikberg, med vilken han var gift från 1936 till sin död.